# Theodor von Pühn

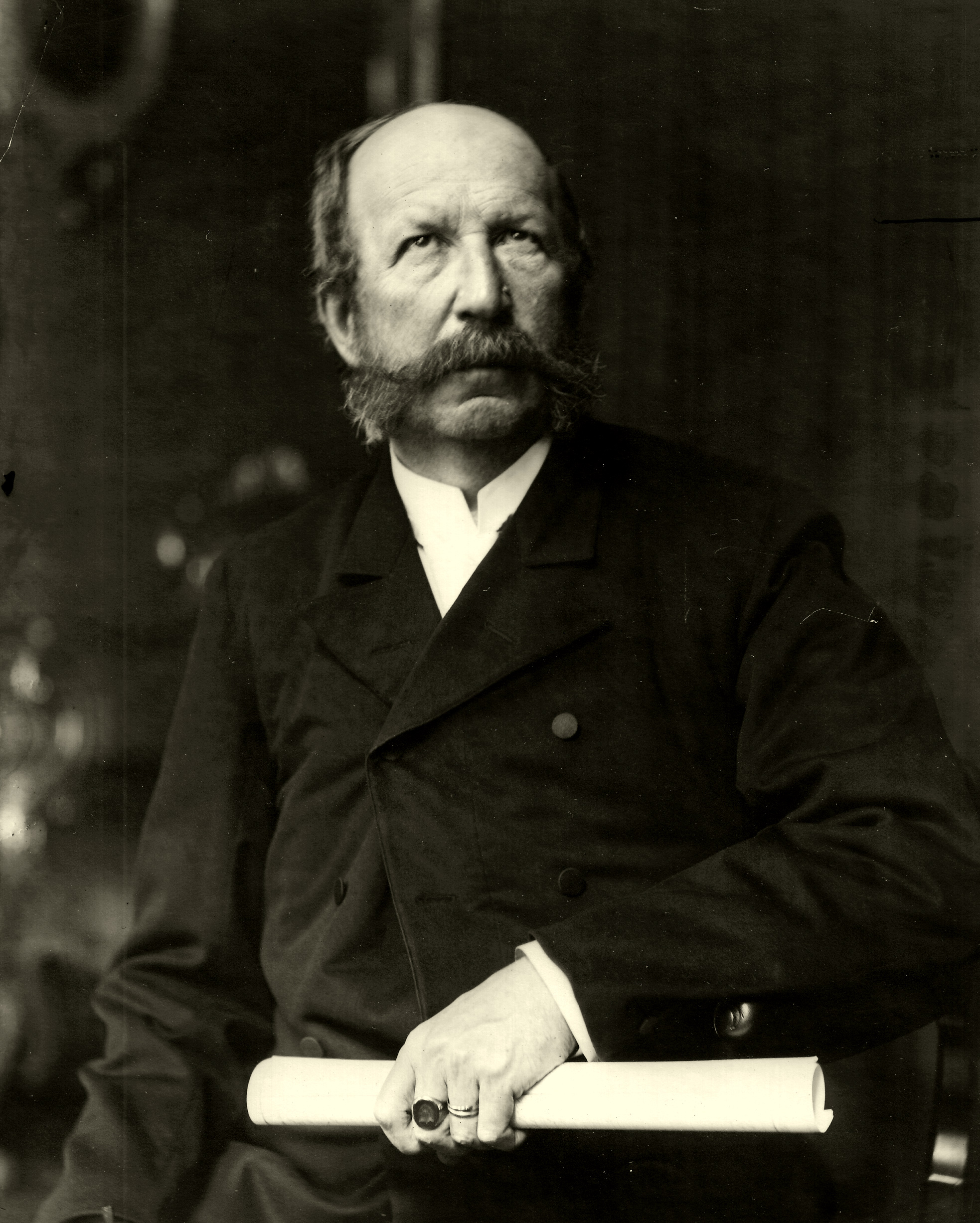
Theodor von Pühn, ca. 1890

Theodor von Pühn (* 10. Juli 1829 in Burgkunstadt; † 29. November 1900 in München) war Direktor der Bayerischen Hypotheken & Wechselbank und der Bayerischen Notenbank von 1872 bis 1900.

## Leben
Theodor von Pühn war der Sohn eines Arztes aus Burgkunstadt, Ernst Wilhelm Pühn (1791 – 1860) und dessen Ehefrau Susanne, geb. Börner (1798–1851); von seinen drei Brüdern starb Fränzchen bereits im Kindesalter, der Bruder Hermann Pühn war Generaldirektionsrat und kgl. Betriebs-Ingenieur in Schweinfurt, der andere Bruder, Julius Pühn, war Direktor des Hüttenwerkes Donawitz bei Leoben in Österreich. Mit der Persönlichkeit des Theodor von Pühn ist die Gestaltung und der Aufschwung des Bayerischen Bankwesens in der zweiten Hälfte des 19. Jahrhunderts verbunden. Nach dem Abitur studierte er Rechtswissenschaften. Er heiratete am 17. Mai 1857 Friederike Kreitmair (1831–1897) aus Nürnberg und am gleichen Tag erhielt er seine Ernennung zum Buchhalter der königlichen Filialbank in Hof. Seine weitere berufliche Laufbahn führte ihn nach Nürnberg und Bamberg. In Bamberg war er Bankkassierer der kgl. Bank und floh im Krieg der Preußen gegen die Bayern im Jahre 1866 mit der Bankkasse vor den heranrückenden Preußen. 1868 bekam er dann die Stellung des Oberbeamten der königlichen Filialbank in Ludwigshafen. Seine erfolgreiche Tätigkeit während des Deutsch-Französischen Krieges von 1870 hatte seinen Namen in weiten Kreisen bekannt gemacht und nach dem Friedensschluss begann ein Werben um seine Person. Die angesehensten Bankiers und Bankhäuser suchten ihn als Teilhaber zu gewinnen. Der Direktor der Bayerischen Hypotheken & Wechselbank in München, J.B. von Stroell gewann ihn schließlich für diese Bank, die damals allein das Notenrecht für Bayern besaß. Das Bedürfnis der Neugestaltung des Notenwesens hatte die Bankleitung veranlasst, Entwürfe zu einem Notenbankstatut einzuholen. Der von Pühn vorgelegte Entwurf wurde als der beste erachtet und dies war die Veranlassung ihm die Stellung als erstem Direktor der kaufmännischen Abteilung mit dem Vorsitz der Gesamtdirektion anzubieten. Er gründete daraufhin 1875 die Bayer. Notenbank, als Tochtergesellschaft der Bayerischen Hypotheken & Wechselbank. Dank seiner Umsicht und Tätigkeit haben die beiden Banken, deren Geschäfte Pühn gleichzeitig leitete, eine ihrer örtlichen Bedeutung weit überragende Stellung gewonnen. In Anerkennung seiner hervorragenden Leistungen erhielt er den nicht erblichen Adelstitel Ritter von Pühn.
Nach seinem Tod am 29. November 1900 wurde er auf dem Alten Südfriedhof begraben.
Sein Sohn, Rechtsanwalt Ernst Pühn (1858–1920) wurde nachfolgender Direktor der Bayerischen Hypotheken & Wechselbank und der Bayerischen Notenbank. Ernst Pühn machte sich auch als Bergsteiger und Bezwinger aller Viertausender der Alpen einen Namen. Die Tochter Sophie Kleinfeller-Pühn (1864 – 1931) war eine deutsche Genremalerin und schrieb eine Biographie über ihren Vater. Von der zweiten Tochter Pauline gibt es keine schriftlichen Dokumente.

## Ehrungen
- persönlicher Adelstitel: „Ritter von Pühn“